# Zoósporo
Zoósporos são esporos assexuais dotados de motilidade encontrados em algas, fungos e protozoários.

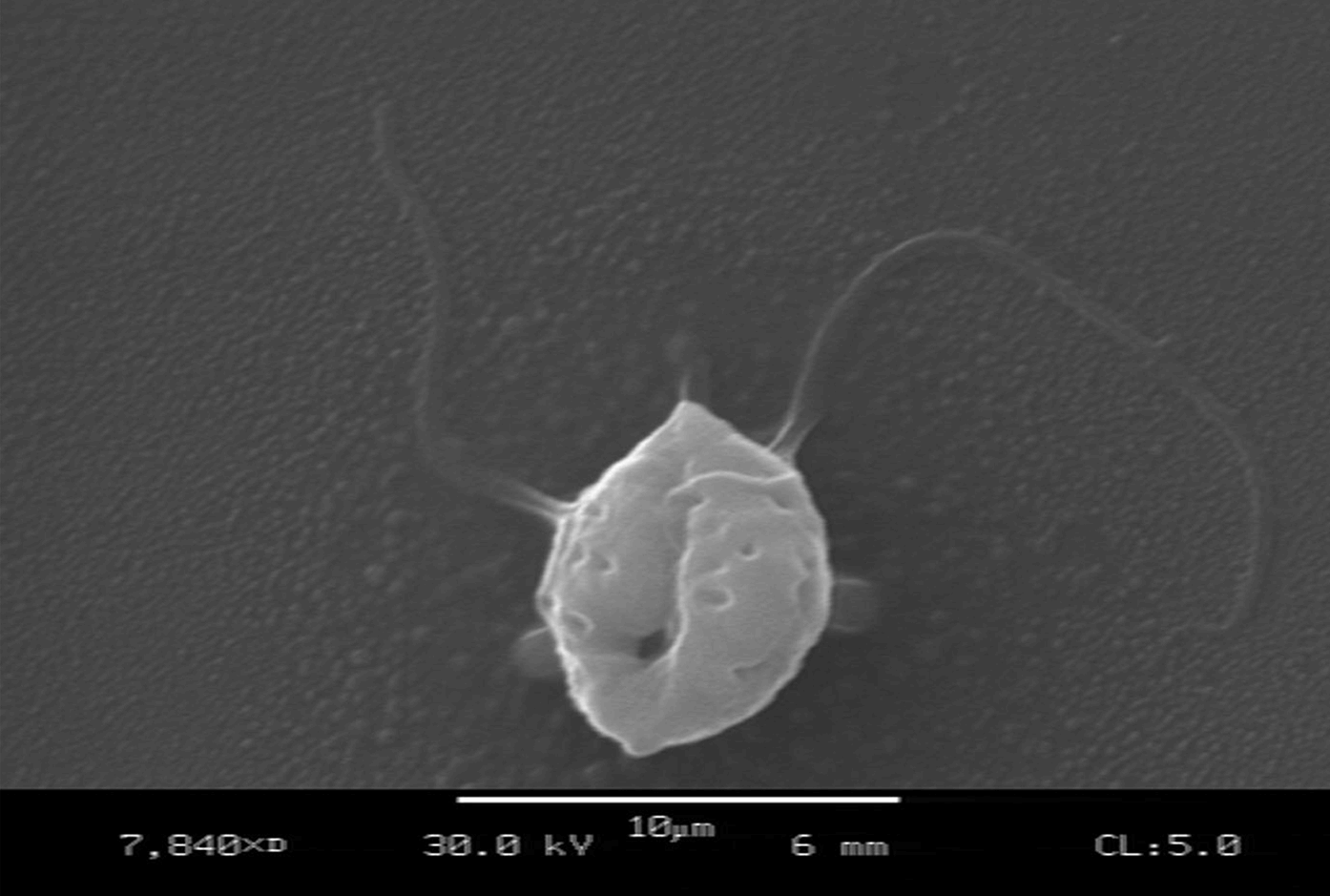
Zoósporo, estrutura reprodutiva em Phytophthora.

## Características[1]
- São produzidos em uma estrutura assexual denominada zoosporângio;
- Contém um ou mais flagelos capacitando-os para locomoção;
- São estruturas especializadas para dispersão, sendo assim, são incapazes de dividirem-se ou absorverem nutrientes orgânicos durante a germinação;
- São desprovidos de parede celular quanto ativos;
- São extremamente sensíveis à condições ambientais adversas devido à ausência de parede celular, não suportando-as;
- São capazes de responder a sinais ambientais para decidir quando se locomover ou encistar;
- O processo de encistamento dos zoósporos consiste no desprendimento do(s) flagelo(s) e secreção de uma parede celular.

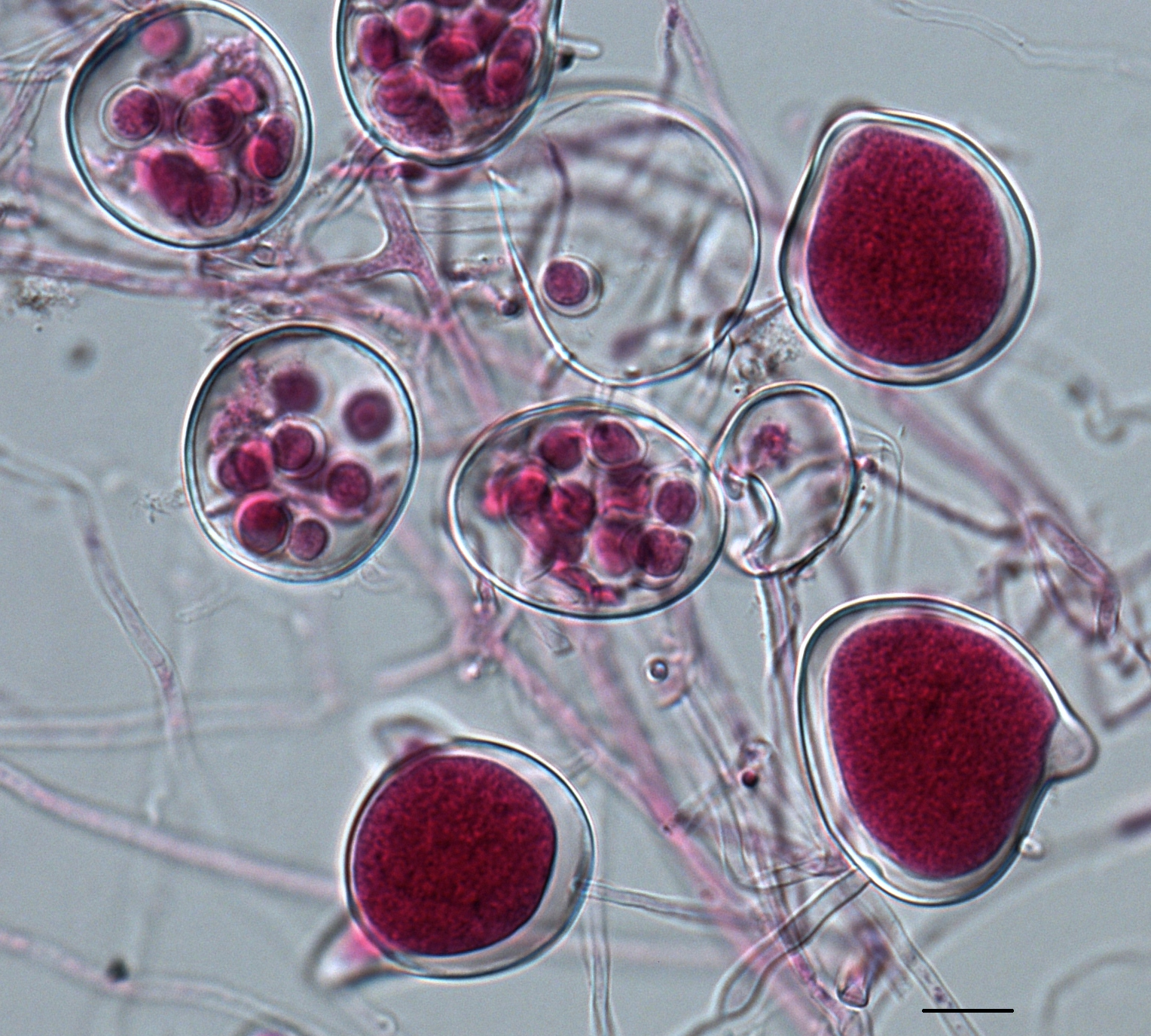
Zoosporângio (vesícula hialina) de Phytophthora agathidicida contendo zoósporos em diferenciação (estruturas coradas)

## Ocorrência[1]
Zoósporos são encontrados nos filos Oomycota (como no gênero Phytophthora), Chrytridiomycota, Myxomycota e Plasmodiophoromycota.

## Zoosporângio[1][2]
Zoosporângio é um esporângio, estrutura assexual, no qual os zoósporos são formados.